# السلطان عاشور العاشر (مسلسل)
السلطان عاشور 10 هو مسلسل كوميدي جزائري عرض لأول مرة في رمضان 2015 على قناة الشروق TV والموسم الثاني في رمضان 2017 في نفس القناة والموسم الثالث على التلفزيون الجزائري. من إنتاج برود آرت فيلم، إخراج وتأليف جعفر قاسم، بطولة صالح أوقروت حكيم زلوم، نادية كوندا، سيد أحمد اقومي، مدني نعمون، ياسمين عماري، سهيلة معلم.
تدور أحداث المسلسل في مملكة خيالية في مكان ما بالجزائر بين القرن 11 و12 تدعى «المملكة العاشورية» يحكمها السلطان عاشور العاشر، وتروي مغامراته اليومية مع زوجته وأبنائه وشعبه والممالك الأخرى.
تصدر الموسم الأول المرتبة الأولى كأكثر مسلسل مشاهدة حسب معهد إيمار.
يعتبر المسلسل أضخم إنتاج جزائري كوميدي قدرت تكلفة عمله نحو 200 مليون دينار الجزائري (20 مليار سنتيم). صُوِّرَ في تونس، بأستوديوهات طارق بن عمار والتي صورت فيها فيلم الذهب الأسود.

## القصة

### الموسم الأول
عندما كان «السلطان بوعلام التاسع» على فراش الموت، أمر بإحضار سيف السلطان لتعيين من سيخلفه من أولاده: «الأمير كمال» و«الأمير عاشور» كما جرت العادة. بعد وفاته، قام «الوزير قنديل» بتتويج «الأمير عاشور»، غير أن «الأمير كمال» لم يعجبه الأمر لأنه كان مؤهلا أكثر للخلافة. منذ ذلك اليوم هجر «الأمير كمال» المملكة ولم يلمحه أحد بعدها. مرت سنوات، واتخذت المملكة إسم «المملكة العاشورية» تيمنا باسم «السلطان عاشور العاشر».

### الموسم الثاني
يكتشف عاشور العاشر في الجزء الثاني ان اخاه كمال الذي كان عاشور ينتظره لمدة 40 سنة قد قتل من طرف الباجي الذي هدد بقتل ابنته من طرف الوزير «الشرير» «قنديل» يذكر ان برهان كان سندا للامير كمال الذي ورغم انه كان السلطان الشرعي بدلالة سيف السلطان الا انه دفنه في قبر ابيه بوعلام التاسع فقنديل نصب عاشور سلطانا لان كمال لم يكن يرضخ لمطالبه مثل عاشور فهرب كمال في تلك الليلة ولقيه الوزير قنديل فلم يكن للامير حلا سوى ضربه بالسيف فجرح له عيناه وبعد مدة طويلة عاد الأمير كمال لزوجته وابنه وفي يوم من الايام قتله الباجي ورجاله رفقة زوجته الا انه شفق على ابنه الصغير وهو جواد وهو السلطان الشرعي فعند علمان عاشور بذلك سجن الوزير قنديل ومنح لجواد السلطة عندما عاد من الموت أي المكيدة التي وضعها له الوزير ولكن جواد لم ياخذ السلطة لشفقانه على عاشور مثبتا له انه سلطان الجميع بشرط ان يزوجه بابنة عمه الاميرة عبلة التي يطالب بنيبن بالزواج بها فمنحه اياها وانتهى المسلسل الذي شهد عدة حلقات منها الكسلاء وامتحان البكالوريا وثورة النساء واحتلال النساء للملكة وميراث ماريا وجيش المكاسير وفرصة الجنرال والوباء وانتقام حمودي والالعاب الاولمبية والحلوى المهوسة وديموقراتيس وليلة الشك وانتهى المسلسل بسهم مثير للجدل ولم يعلم أحد إذا اصاب ام اخطئ فكانت هذه هي النهاية

### الموسم الثالث
صرح جعفر قاسم أن فريقه بصدد تحضير الديكورات والملابس لتصوير الجزء الثالث من عاشور العاشر، الذي جرى بثه في رمضان 2021 وصُور بالكامل في بالمدينة السينمائية العاشور بالجزائر.
على عكس الجزء الأول والثاني، فالجزء الثالث كانت حلقاته مترابطة ومتكاملة. فكان عبارة عن قصة واحدة بدأت من إصابة السلطان عاشور العاشر بالسهم على وجهه وانتهت بميلاد ولي عهده إبن الأميرة عبلة.

## الطاقم

### الممثلون
بطولة:
- صالح أوقروت (الموسم 1 و2) وحكيم زلوم (الموسم 3) في دور «السلطان عاشور العاشر». حاكم المملكة العاشورية، والابن الأصغر للسطان بوعلام التاسع والبهجة الثامنة.
- سيد أحمد اقومي في دور «الوزير قنديل». وزير المملكة واليد اليمنى للسلطان عاشور.
- مدني نعمون في دور «برهان». عالم القصر.
- سهيلة معلم في دور «الأميرة عبلة». الابنة الكبرى للسلطان عاشور من زوجته البريطانية السابقة.
- ياسمين عماري في دور «السلطانة رزان». الزوجة الثالثة للسلطان عاشور وأم ابنه لقمان.
  - «زران». أخت السلطانة رزان التوأم الشريرة.
- محمد يبدري في دور «الجنرال فارس». قائد الجيش السابق وأخ السلطانة رزان.
- بلاحة بن زيان في دور «نوري». خادم السلطان.
- عثمان بن داود في دور «دحمانوس».
- كوثر الباردي (تونس) في دور «نورية». زوجة نوري ومن خادمات القصر.
- مهدي حطاب (الموسم 1) – أحمد زيتوني (الموسم 2) في دور «الأمير لقمان». ابن السلطان عاشور وولي العهد.
- محمد مراد (تونس) في دور «جواد».
- نادية علاهم في دور «مرجانة». أم زوجة عاشور العاشر.
- تير الهادي في دور «باجي».
- كلير طاووس حازم في دور «ماريا». زوجة عاشور العاشر السابقة، بريطانية الأصل.
- أحسن بشار (الموسم 1) – علي شارف (الموسم 2) في دور «رجلاوي».
- ليليا بويحياوي بدور حمامة

ضيوف الحلقات:
- نجلة بن عبدالله (تونس) في دور «كليوباترا»
- يونس الفارحي (تونس) في دور «الخوارزمي»
- نجية العراف
- مهدي تهمي في دور «الملك روني»
- خالد بوزيد (تونس) في دور «سعيد لافيريتي»
- حسان كركاش في دور «صادق كذباوي»
- أحمد بن عيسي
- صفاء حبيركو (المغرب)
- عزيز قردة
- جدو حسان
- خيرة بختى
- محمود بوحموم
- منال عدون
- زهير قاسم
- حليم زدام
- | بالاشتراك مع: - محمد بوخدومي - نجية دباحي - عبد الكريم دراجي - جابر أحمد - حسان كركاش - أسامة رجال - مهدي تهسي - رضا تامود - سامية طايي - جمال عويشات - حياة أولى - انصاف بن فاضل - عبد الله حطاب - سيدعلي مزمز - سيدعلي بورقيبة - أنيس بوخيبة - محمد بوزينة | - دحماني حميد - يوسف فارز - عبد الوهاب حامة - عبد الله حطاب - مهدي حموش - بلال خاتمي - عادل خودي - محمد معلوم - أنيس معتوقي - جمال معتوق - مراد مجرام - فرحات سعدو - ساحلي بوخلفة - إسلام طاجين - ياسمين تهامي - صفاء حبيركو - حسان شرشادي - عبد العزيز قردة - محفوظ مشرف | - منال عدون - يحيى بن عبد الله - مختار زوام - أحمد بن عيسى - خيرة بختى - زهير قاسم - جواد زهر الدين - امين يخلف - ياسين طرطاق - ريم غزالي |

### المدير الفني
- أحمد زيتوني

### مدير التصوير
- حازم برباح (تونس)

### مهندس الصوت
- خالد بن يونس (تونس)

### أزياء[؟]
- عادل فوزي شقرون

### المدير العام
- حكيم عبدلالي

### موسيقى
- إسماعيل بن حوحو
- موح الصغير

## الإنتاج

صورة السلطان عاشور 10 من غلاف مجلة الشروق العربي.

### الإعداد
في الوقت الذي أثر فيه انخفاض أسعار البترول على الحياة الاقتصادية للبلاد، قام التلفزيون الجزائري بمراجعة نفقاته لرمضان 2015. حيث رفض إنفاق 14 مليار سنتيم التي طلبها المخرج جعفر قاسم. بعدها تكفلت الشروق TV بنفقاته المالية، حيث حصل على أكثر من 18 مليار سنتيم. مقدمة من متعامل الهاتف النقال أوريدو (14 مليار سنتيم)، وسيفيتال (4 ملايير سنتيم). استغرقت صياغة النص 8 أشهر كاملة رفقة ثلاثة كتاب.

### التصوير
صُوِّر المسلسل في الحمامات بتونس، باستوديوهات طارق بن عمار، نفس استوديوهات تصوير داي أوف ذا فالكون، والذي يحتوي على على جميع المواد وكل الديكورات التي تناسب طبيعة السلسلة. بدأ تصوير مسلسل في جانفي عام 2015 واستمر لمدة 3 أشهر. ووفقا لصالح أوقروت، الممثل الرئيسي في المسلسل، «واجه الطاقم العديد من الصعوبات بسبب البرد والمطر».

## المواسم
| الموسم | الموسم | الحلقات | تاريخ البث الأصلي            | تاريخ البث الأصلي              |
| الموسم | الموسم | الحلقات | بداية السلسلة                | نهاية السلسلة                  |
| ------ | ------ | ------- | ---------------------------- | ------------------------------ |
|        | 1      | 20      | 18 جوان 2015 1 رمضان 1436 هـ | 7 جويلية 2015 20 رمضان 1436 هـ |
|        | 2      | 23      | 27 ماي 2017 1 رمضان 1438 هـ  | 18 جوان 2017 23 رمضان 1438 هـ  |

## وصلات خارجية

1. السلطان_عاشور_العاشر الهاشتاق الأكثر تداولًا في الجزائر على تويتر.

- الصفحة الرسمية على الفيس بوك